# Batalla de Cathair Cuan
La batalla de Cathair Cuan tuvo lugar entre los años 977 y 978, entre las fuerzas de Dál gCais liderados por Brian Boru y los ejércitos de los Uí Fidgenti, liderados por su rey Donnubán mac Cathail y sus aliados hiberno-nórdicos de Aralt mac Ímair y el remanente del ejército de Limerick.
Brian Boru obtuvo la victoria y el resultado fue la pérdida definitiva de Limerick y otros territorios adyacentes que durante más de cincuenta años estuvieron bajo el poder vikingo; el nuevo dominio y gobierno permaneció en manos irlandesas durante por lo menos 200 años hasta la Invasión normanda de Irlanda.
Aunque algunas fuentes citan que Donnubán sobrevivió al conflicto, otras mencionan que ambos, Aralt y Donnubán sucumbieron en el campo de batalla.